# Ernst von Windheim
Ernst von Windheim (* 6. Juni 1891 in Ragnit, Preußisch Litauen; † 31. Januar 1946) war ein deutscher Verwaltungsjurist in Preußen. 

## Leben
Seine Familie gehörte seit dem 14. Jahrhundert zu Hannovers Patriziern und ging um 1750 in den Adel über.
Windheim studierte an der Georg-August-Universität Göttingen Rechtswissenschaft. 1911 wurde er im Corps Bremensia recipiert. Nach den Examen war er 1921 als Regierungsassessor bei der Regierung in Schleswig. 1922 war er bei der Haupthandelsgesellschaft Königsberg i. Pr. Er wechselte dann zum Landrat im Kreis Solingen. 1925–1930 war er Regierungsrat bei der Regierung in Frankfurt. 1930/31 vertrat er den Landrat im Kreis Guhrau, Provinz Schlesien. Zurück in der Provinz Brandenburg, wurde er zum Landrat im Kreis Guben ernannt. Dort amtierte er als Landrat, bis er nach der Machtübernahme der NSDAP am 5. Mai 1933 in den einstweiligen Ruhestand versetzt wurde. Windheim war Mitglied der Deutschen Demokratischen Partei und blieb in der  zur Deutschen Staatspartei umbenannten Partei.